# Sellaoua Announa
Sellaoua Announa (în arabă سلاوة عنونة) este o comună din provincia Guelma, Algeria.
Populația comunei este de 3.244 de locuitori (2008).